# Science Museum
Science Museum är ett stort museum för naturvetenskap och teknik på Exhibition Road i South Kensington i London. Det är en del av National Museum of Science and Industry. Ritat av arkitekten Sir Richard Allison, som även ritade det Brittiska residenset i Diplomatstaden, Stockholm.
Science Museum grundades 1857 med Bennet Woodcroft som intendent. Samlingen donerades av Royal Society of Arts och överskottet från Londonutställningen 1851. I begynnelsen var museet en del av South Kensington Museum liksom Victoria and Albert Museum, men blev avskilt som Museum of Patents 1858 och Patent Office Museum 1863. 1865 fick den vetenskapliga och teknologiska avdelningen sitt nuvarande namn, medan konstsamlingen överläts till Victoria and Albert Museum. Patent Office Museum fortsatte som en egen enhet till 1909, då det inlemmades i Science Museum.
Museet har mer än 300.000 föremål i sina samlingar. Till de mer berömda objekten räknas Stephenson Rocket, Puffing Billy, den första jetmotorn, en rekonstruktion av Francis Cricks och James Watsons modell av DNA, några av de äldsta bevarade ångmaskinerna, en rekonstruktion av Charles Babbages Differensmaskin samt den första prototypen till tiotusenårsklockan Clock of the Long Now. Det finns flera hundra interaktiva utställningsobjekt, en tredimensionell IMAX-biograf, samt Henry Wellcomes medicinalhistoriska samling. 
Utöver museidriften är Science Museum en internationellt erkänd forskningsinstitution. Biblioteket var fram till 1960-talet Storbritanniens nationalbibliotek för naturvetenskap, medicin och teknologi. Det drivs tillsammans med Imperial College Londons bibliotek.

## Referenser

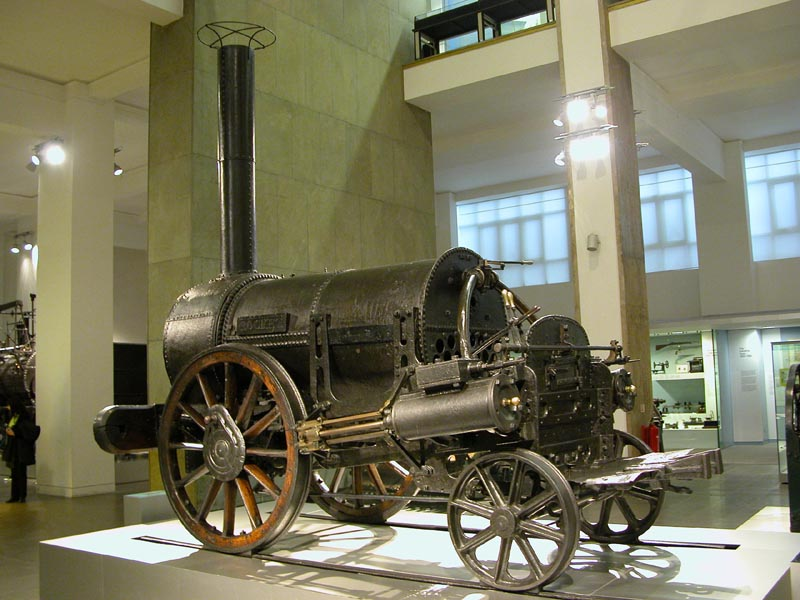
Stephenson Rocket